# Guía de embarque

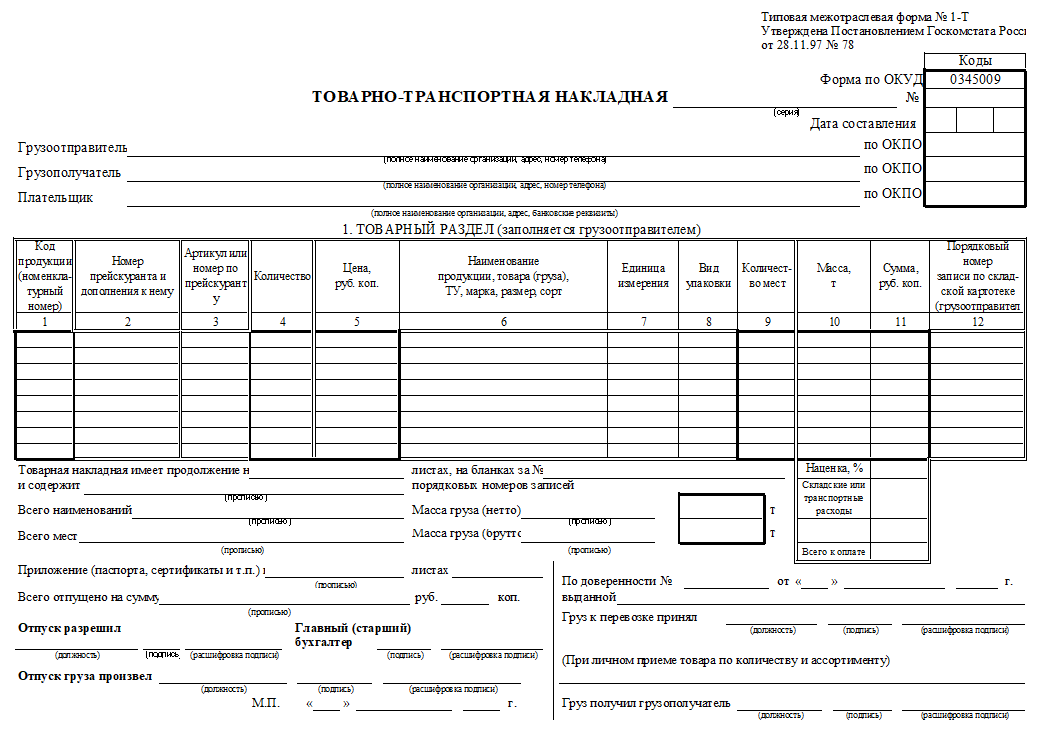
Guia de embarque para el pais ruso el 1997

Una guía de embarque (UIC) es un documento emitido por un transportista que contiene los detalles y las instrucciones que relacionan al flete de un envío de bienes. Típicamente muestra los nombres del consignador y consignatario, el punto de origen del envío, su destino, y ruta. La mayoría de compañías de transitarios de carga y acarreo utilizan una guía de embarque propia. Estos típicamente contienen las "condiciones de contrato de acarreo" en la parte posterior del formulario. Estos términos describen los límites de cobertura de responsabilidad y otros términos y condiciones.
Una guía de embarque es similar al recibo de un mensajero que contiene los detalles del consignador y el consignatario, y también el punto de origen y destino.

## Guía aérea
La mayoría de aerolíneas utilizan un formato diferente que se denomina guía aérea que lista elementos adicionales como aeropuerto de destino, número de vuelo, y tiempo.

## Guía marítima
La Ley de transporte de bienes por mar de 1992  s. 1 (1) aplica a: 
- conocimiento de embarque s.1(2),
- guías marítimas s.1(3), y
- órdenes de entrega de barcos s.1(4),

... bien sea en papel o de forma electrónica s.1(5). 
Bajo la s.1(3) de la ley, una guía marítima es: "cualquier documento que no sea un conocimiento de embarque pero que es un recibo cuando contiene un contrato para el transporte de bienes por mar; e identifica la persona a quien se debe hacer la entrega de los bienes por el transportista de acuerdo con aquel contrato".
la s.2 continúa: "...Una persona en quién deviene la persona que (sin ser la parte original del contrato de transporte) es la persona a quien se debe hacer la entrega de los bienes al cual se refiere una guía marítima por el transportista de acuerdo con aquel contrato ... debe (por virtud de devenir la persona a quien la entrega es para ser hecho) transferir y establecer en él todos los derechos de conformidad con el contrato de transporte como si haya sido una parte del contrato de transporte".
Nota: los contratos del Reino Unido (Derechos de Terceros) de la ley 1999 NO aplican a contratos para el transporte de bienes por mar.